# Ларикова, Людмила Анатольевна
Людмила Анатольевна Ларикова (род. 13 апреля 1961, Днепродзержинск, Днепропетровская область) — советская и украинская певица (сопрано), бандуристка. Народная артистка Украины (1999).

## Биография
Родилась 13 апреля 1961 в городе Днепродзержинске (Украина).
Училась в Киевской консерватории на оркестровом факультете по классу бандуры, которую окончила в 1986.
В 1983 году вместе с Лидией Зайнчковской и Ольгой Калиной стала участницей трио бандуристок, созданного народным артистом Украины, профессором консерватории Сергеем Васильевичем Баштаном, в котором работала до 2008 года. В 1987 году это трио получило название «Вербена».
Вокалу в консерватории обучалась у народной артистки Украины, профессора Христич Зои Петровны (1982—1986). Позже брала частные уроки у заслуженной артистки Украины Л. Б. Новиковой (Киев) и у Валентины Владимировны Рей-Кленовой (супруги Народного артиста СССР Олега Клёнова). Получила первые премии Республиканского конкурса исполнителей на украинских народных инструментах (Ивано-Франковск, 1988) и 1-го Международного конкурса им. Хоткевича (Киев, 1993).
В 1999 году в составе трио «Вербена» получила звание Народной артистки Украины.
С 2008 года — студентка вокального факультета Российской академии музыки имени Гнесиных, где совершенствует исполнительское мастерство в классе вокала В. В. Громовой (2008—2010), классе народной артистки Российской Федерации Л. Г. Ивановой (2010-2017) и профессора М. Н. Бер (класс камерного пения).
В 2017 году закончила с красным дипломом обучение в магистратуре РАМ им. Гнесиных.
Солистка Черкасской областной филармонии.
Преподаватель вокала кафедры бандуры Национальной музыкальной академии Украины им. Петра Ильича Чайковского.